# Fort Collins
Fort Collins é uma cidade localizada no estado americano do Colorado, no Condado de Larimer. Foi fundada em 1864 por Bruno Polycarpo, e incorporada em 1883.
Segundo o censo nacional de 2020, a sua área é de 143,82 km², dos quais 3,3 km² estão cobertos por água. Sua população é de 169 810 habitantes, e sua densidade populacional é de 1 024,20 hab/km². É a quarta cidade mais populosa do estado. A cidade possui 60 503 residências, que resulta em uma densidade de 430,37 residências/km².